# Фатеж
Фатеж (рус. Фатеж) град је у Русији у Курској области.

## Становништво
| 1939. | 1959. | 1970. | 1979. | 1989. | 2002. | 2010. |
| ----- | ----- | ----- | ----- | ----- | ----- | ----- |
| 3.400 | 3.318 | 4.779 | 4.648 | 5.712 | 5.710 | 5.404 |